# Afrocarbo
Afrocarbo – rodzaj ptaków z rodziny kormoranów (Phalacrocoracidae).

## Zasięg występowania
Rodzaj obejmuje gatunki występujące w Afryce (włącznie z Madagaskarem).

## Morfologia
Długość ciała 50–60 cm, rozpiętość skrzydeł 80–90 cm; masa ciała 435–880 g.

## Systematyka
Rodzaj zdefiniował w 2023 roku międzynarodowy zespół zoologów (Nowozelandczycy Martyn Kennedy, Pascale Lubbe, Nicolas J. Rawlence i Hamish G. Spencer, Amerykanin Alexander T. Salis, Lankijczycy Sampath S. Seneviratne i Dilini Rathnayake, Południowoafrykańczycy Dilini Rathnayake i Peter G. Ryan oraz Włoch Stefano Volponi) na łamach Zoological Journal of the Linnean Society. Na gatunek typowy autorzy wyznaczyli (oryginalne oznaczenie) kormorana etiopskiego (A. africanus).  

### Etymologia
Afrocarbo: łac. Afer, Afra ‘afrykański’, od Africa ‘Afryka’; rodzaj Carbo Lacépède, 1799 (kormoran).

### Podział systematyczny
Do rodzaju należą następujące gatunki:
- Afrocarbo coronatus (Wahlberg, 1855) – kormoran koroniasty
- Afrocarbo africanus (J.F. Gmelin, 1789) – kormoran etiopski